# Armeria berlengensis
Armeria berlengensis es una especie botánica, miembro mayormente de un grupo de plantas mediterráneas. Es endémica de las Islas Berlengas (Portugal), donde habita en las fisuras de las rocas graníticas de la isla. Es común en la Berlenga Grande  y en Farilhões. 

## Descripción
Son subarbustos de hasta 40 cm de diámetro. Ramas aéreas de longitud variable. Hojas 30-70 × (3)4-9(14) mm, homomorfas, dispuestas en penachos terminales, de linear-lanceoladas a lanceoladas o subespatuladas, en general mucronadas, con 3-5 + 2 nervios, planas, ± rígidas, de erectas a patentes y gradualmente reflejas con el tiempo, de glabras a pubescentes; vainas rojizas no fibrosas. Escapos (6)10-25(30) cm, a veces pubescentes. Vaina involucral 15-30 mm. Involucro 20-30 mm de diámetro. Brácteas involucrales 10-14, recias, de color castaño, de glabras a pubérulas, con margen escarioso estrecho; las externas, ovado-lanceoladas, cuspidadas, más largas que las de la parte media, que son obovadas, mucronadas; las internas, obovado-oblongas, mucronuladas. Espículas sésiles o cortamente estipitadas. Brácteas espiculares algo consistentes, acastañadas, igualando la longitud de las involucrales internas. Cáliz (6)7-9 mm, holopleurótrico, con hileras de pelos ± nutridas y siendo éstos de más de 0,3 mm; espolón (1)1,3-2 mm, cuya longitud va desde 3/5 a 1/2 de la del tubo, que es pardo-rojizo; lóbulos 0,7-1,3 mm, ovado-triangulares, cortamente aristados, de longitud inferior a 1/5 de la del cáliz. Corola de rosada a blanca. Tiene un número de cromosomas de  2n = 18.

## Taxonomía
Armeria berlengensis fue descrita por Jules Alexandre Daveau y publicado en Boletim da Sociedade Broteriana 2: 24. 1884.
Etimología
Armeria: nombre genérico que proviene del francés antiguo armerie, armorie, armoire = "cierto tipo de clavel", según algunos autores Dianthus armeria. Al parecer, fue Clusio el primer botánico que llamó a alguna de estas plumbagináceas “Armerius montanus...”
berlengensis: epíteto  geográfico que alude a su localización en el Archipiélago de las Berlengas